# Prowincja Nyanza
Prowincja Nyanza, suahili Mkoa wa Nyanza – jedna z 7 prowincji w Kenii. Położona w południowo-zachodniej części kraju, od wschodu graniczy z prowincją Wielkiego Rowu, a od północy z Prowincją Zachodnią.

## Podział administracyjny
Prowincja Nyanza była do 2007 podzielona na 12 dystryktów.
| Dystrykt         | Stolica    |
| ---------------- | ---------- |
| Bondo            | Bondo      |
| Borabu           | Nyansiongo |
| Gucha            | Ogembo     |
| Homa Bay         | Homa Bay   |
| Kisii            | Kisii      |
| Kisumu Wschodnie | Kisumu     |
| Kisumu Zachodnie | Holo       |
| Kuria            | Kehancha   |
| Migori           | Migori     |
| Nyamira          | Nyamira    |
| Nyando           | Awasi      |
| Rachuonyo        | Oyugis     |
| Siaya            | Siaya      |
| Suba             | Mbita      |